# SingStar Pop 2009
SingStar Pop 2009 (conocido internacionalmente como SingStar Pop Edition) es un juego de karaoke del sistema PlayStation 3 publicado por Sony Computer Entertainment Europe y desarrollado por SCEE y London Studio. Esta es la 6ª entrega en la saga SingStar para PlayStation 3.
SingStar Pop 2009 como el juego original, es distribuido tanto solo el juego (Disco Blu-Ray), o el juego y un par de micrófonos acompañado - uno rojo y otro azul-. SingStar es compatible con la cámara PlayStation Eye que sirve para visualizar a los jugadores en la pantalla mientras cantan.

## Listas de canciones

### Lista Española
| Artista                                  | Canción                    | Canción Sustituida...                                |
| ---------------------------------------- | -------------------------- | ---------------------------------------------------- |
| SingStar Pop 2009 / SingStar Pop Edition |                            |                                                      |
| Amaia Montero                            | "Quiero Ser"               | Alphabeat - "10,000 Nights Of Thunder"               |
| Amaral                                   | "Te necesito"              | Chris Brown - "With You"                             |
| Angy Fernández                           | "Sola en el Silencio"      | Chris de Burgh - "Lady In Red"                       |
| Bunbury                                  | "Hay Muy Poca Gente"       | Gloria Estefan - "Rhythm Is Gonna Get You"           |
| Calle París                              | "Te Esperaré"              | Jordin Sparks feat. Chris Brown - "No Air"           |
| Despistaos                               | "Física o Química"         | Kate Nash - "Mouthwash"                              |
| El Arrebato                              | "Dame Cariño"              | Kings of Leon - "Sex On Fire"                        |
| Estopa                                   | "La Raja De Tu Falda"      | Little Jackie - "The World Should Revolve Around Me" |
| Iguana Tango con Belén Arjona            | "Te Perdí"                 | Nelly feat. Fergie - "Party People"                  |
| La Fuga                                  | "Malos Pensamientos"       | Pink - "So What!"                                    |
| La Oreja de Van Gogh                     | "El Último Vals"           | Queen - "Bohemian Rhapsody"                          |
| Los Sencillos                            | "Bonito Es"                | Rockwell - "Somebody's Watching Me"                  |
| Merche                                   | "Ya No Me Digas Lo Siento" | Solange - "I Decided"                                |
| Nena Daconte                             | "Tenía Tanto que Darte"    | Sugababes - "Girls"                                  |
| Rosario                                  | "No dudaría"               | The Feeling - "Rosé"                                 |
| Sidecars                                 | "Muy Bien"                 | The Police - "Every Little Thing She Does Is Magic"  |
| Sin Rumbo                                | "Seré Feliz"               | Will Young - "Changes"                               |

- Sam Sparro - "Black & Gold" ya fue incluida en SingStar Hottest Hits.
- Queen - "Bohemian Rhapsody" ya fue incluida en SingStar Queen.

### Lista Alemana
| Lista Alemana        | Lista Alemana         | Lista Alemana                                |
| Artista              | Canción               | Canción Sustituida                           |
| -------------------- | --------------------- | -------------------------------------------- |
| SingStar Pop Edition |                       |                                              |
| Annett Louisan       | "Drück die 1"         | Alphabeat - ""10,000 Nights Of Thunder"      |
| BAP                  | "Verdamp lang her"    | Gloria Estefan - "Rhythm Is Gonna Get You"   |
| Die Toten Hosen      | "Strom"               | Kaiser Chiefs - "Never Miss A Beat"          |
| Juli                 | "Dieses Leben"        | Kate Nash - "Mouthwash"                      |
| LaFee                | "Ring frei"           | Kings of Leon - "Sex On Fire"                |
| MIA.                 | "Mein Freund"         | Klaxons - "Gravity's Rainbow"                |
| Rainbirds            | "Blueprint"           | Madness - "It Must Be Love"                  |
| Rapsoul              | "König der Welt"      | Robyn - "Be Mine"                            |
| Sarah Connor         | "Under My Skin"       | Sam Sparro - "Black And Gold"                |
| Thomas Godoj         | "Helden gesucht"      | The Feeling - "Rosé"                         |
| Tokio Hotel          | "Übers Ende der Welt" | Will Young - "Changes"                       |
| Udo Lindenberg       | "Horizont"            | Will.I.Am feat. Cheryl Cole - "Heartbreaker" |

### Lista Finlandesa
En Finlandia, además de la versión internacional de SingStar Pop Edition, se lanzó una versión con 30 canciones finlandesas: SingStar Suomi Pop.
| Lista Finlandesa         | Lista Finlandesa                 | Lista Finlandesa |
| Artista                  | Canción                          |                  |
| ------------------------ | -------------------------------- | ---------------- |
| SingStar Suomi Pop       |                                  |                  |
| Aikakone                 | "Odota"                          |                  |
| Anna Abreu               | "End Of Love"                    |                  |
| Anna Eriksson            | "Huojuva Talo"                   |                  |
| Cheek                    | "Liekeissä"                      |                  |
| Disco                    | "Ilkeitä Asioita"                |                  |
| Don Huonot               | "Seireeni"                       |                  |
| Elastinen                | "Anna Soida"                     |                  |
| Eppu Normaali            | "Suolaista Sadetta"              |                  |
| Eppu Normaali            | "Joka Päivä ja Jokaikinen Yö"    |                  |
| Fintelligens             | "Hoida Homma"                    |                  |
| Happoradio               | "Che Guevara"                    |                  |
| Happoradio               | "Hirsipuu"                       |                  |
| Irina                    | "Pokka"                          |                  |
| Jonna Tervomaa           | "Läpikulkumatkalla"              |                  |
| Jonna Tervomaa           | "Rakkauden Haudalla"             |                  |
| Kemopetrol               | "Child is My Name"               |                  |
| Kim Herold               | "Social Butterfly"               |                  |
| Kristiina Wheeler        | "Sunny Day"                      |                  |
| Movetron                 | "Ei Kenenkään Maa"               |                  |
| Negative                 | "Won’t Let Go"                   |                  |
| Neon 2                   | "Tässä Talossa"                  |                  |
| Olavi Uusivirta          | "On Niin Helppoo Olla Onnelinen" |                  |
| PMMP                     | "Matkalaulu"                     |                  |
| PMMP                     | "Joutsenet"                      |                  |
| Retropop                 | "Pieni Ja Ihmeellinen"           |                  |
| Scandinavian Music Group | "Minne Katosi Päivät"            |                  |
| Scandinavian Music Group | "Hölmö Rakkaus"                  |                  |
| The Rasmus               | "Livin’ in a World Without You"  |                  |
| Ultra Bra                | "Sinä Lähdit Pois"               |                  |
| Uniklubi                 | "Kaikki Mitä Mä Annoin"          |                  |

## Otras versiones relacionadas
- SingStar: Next Gen (Vol. 1)
- SingStar Vol. 2
- SingStar Vol. 3